# 阿格達什區
阿格達什區是阿塞拜疆的一個區，位於該國中部。面積1,050平方公里，人口93,100人。首府阿格達什。